# Devin Wardrope
Devin Wardrope, född 9 augusti 2002, är en kanadensisk rodelåkare.

## Karriär
Vid VM 2025 i Whistler tog Wardrope brons tillsammans med Embyr-Lee Susko, Cole Zajanski, Theo Downey, Beattie Podulsky och Kailey Allan i lagstafetten.